# グレートスタントマン
『グレートスタントマン』（Hooper）は、1978年のアメリカ合衆国のアクションコメディ映画。
ハル・ニーダム監督、バート・レイノルズ主演。
ベテランのスタントマンを主人公に、アクション映画制作の裏側を描いた作品。1978年の北米興行収入トップ10の第6位。第51回アカデミー録音賞ノミネート。

## ストーリー
ソニー・フーパーは長年ハリウッドで一流のスタントマンとして活躍してきたが、そんな彼も中年に差しかかり、年齢的に無理が見えてきていた。
ソニーは、ロジャー・ディール監督、アダム・ウェスト主演のアクション映画『危険を笑ったスパイ』のスタント・コーディネーターとなっている。ソニーのふざけた行動や気の利いた皮肉に、自己中心的な監督と彼の横柄だが小心者の助手トニーは手を焼いている。ソニーは撮影で見事なスタントをやってのけるが、監督は彼に冷たい態度をとる。長年にわたる数々のスタントと酒と鎮痛剤の使用がソニーの身体に悪影響を及ぼし始めている。ソニーはガールフレンドのグウェン・ドイルと暮らしており、グウェンの父親ジョッコは元スタントマンだ。
ソニーは友人にチャリティースタントショーへの出演を強く依頼され、そこでスタント界の若手注目株デルモア・“スキー”・シドスキーと出会い、古代の戦闘用馬車で競争することになる。スキーは若さと格好良さで聴衆を魅了するが、ソニーは熟練の技で圧倒し、勝利を収める。行きつけのバーでSWAT（警察特殊部隊）隊員たちを相手に大乱闘を繰り広げた後、2人は友達になり、ソニーはスキーを撮影中の映画で一緒に仕事をしないかと誘う。2人は競争を始め、危険なスタントはエスカレートしていく。それまでの記録を破る高さ224 フィート（約68m）から飛び降りた後、ソニーは人に知られないように医師の診察を受ける。医師は、次に飛び降りスタントに失敗したら四肢麻痺になる可能性があると警告した。
監督は映画の結末を変更し、クライマックスで多くの爆発、火災、自動車の衝突を伴う地震を起こすことを決定した。ソニーとスキーは阿鼻叫喚の中を走り抜けて近くの渓谷に向かうが、橋を渡る前に橋が爆発してしまうという設定。監督は、2人が車を降りて渓谷をロープを使って降り、川を渡った逆側で無事に登り切るということを提案するが、スキーは車で渓谷を飛び越えることを提案し、フーパーもロケットカーなら325フィート（約99M）を飛べると付け加える。ロジャーはこのアイデアを気に入り、車が無事に渓谷を飛び越えても2人は死ぬかも知れないという警告を無視した。映画のプロデューサーでソニーの長年の友人であるマックス・バーンズは、映画は予算を既に超過しており、フーパーがロケットカージャンプの報酬として求めている2人で10万ドルをいう金額を支払う余裕は無いと監督に言う。監督はマックスに、他で経費を削減して欲しいと返す。監督助手のトニーが10万ドルを値切ろうとするが、ソニーの車に乗せられ、ソニーの極めて乱暴な運転に曝され、説得を諦める。
一方、ジョッコは脳卒中になるが、自分は重篤な状態にはないとソニーに言う。病院でジョッコの姿を見たソニーは、現在の映画の撮影が終わったらスタントマンを辞めるとグウェンに約束する。その後、ソニーの助手で親友のカリーが、ロケットカーのスタントとソニーが秘密裏に主治医を訪れたことをグウェンに告げ、彼女は恐怖に慄く。その後、ソニーはロジャーにスタントから引退すると告げるが、代わりとなるスタントマンがおらず、スキー1人では穴埋めが出来ないことから、マックスはロジャーに再考を求める。他に手は無く、グウェンが別れると脅したにも拘わらず、ソニーはロケットカーのスタントをすることに決める。
ソニーとスキーは前半のスタントを完璧にこなす。彼らは破壊された橋のたもとに到着すると、ロケット装置の圧力が渓谷を跳び越すのに必要な最低圧力を下回っていることに気づくが、とにかく試みることにする。ロケットカーは峡谷を飛び越すが、事前に準備された着地点を越えて激しく着地する。スキーは自力で車から脱出するが、着地の衝撃はソニーの身体には厳しいものだった。ロケット装置を作った技師がソニーを車から引き抜く中、グウェンは涙を流しながら集まった群衆の中をかき分けて進む。ソニーはゆっくりと放心状態から抜け出し、グウェンを腕に抱く。
ソニー、スキー、グウェン、カリー、ジョッコが崩れ落ちた橋とロケットカーが飛び越した渓谷を眺めていると、監督が彼らに近づき、撮影中の苦労について謝ろうとするが、話は自己弁護の方向に向かう。 ソニーは、パンチ一発で監督をノックアウトする。そして、ソニー、グウェン、スキー、カリー、ジョッコは意気揚々とセットから立ち去る。

## キャスト
| 役名               | 俳優                           | 日本語吹替   | 日本語吹替 |
| 役名               | 俳優                           | テレビ朝日版 | ビデオ版   |
| ------------------ | ------------------------------ | ------------ | ---------- |
| ソニー・フーパー   | バート・レイノルズ             | 田中信夫     | 玄田哲章   |
| スキー             | ジャン＝マイケル・ヴィンセント | 富山敬       | 鈴置洋孝   |
| グウェン           | サリー・フィールド             | 三浦真弓     | 桂玲子     |
| ジョッコ           | ブライアン・キース             |              | 加藤正之   |
| マックス・バーンズ | ジョン・マーリー               | 八奈見乗児   | 千葉順二   |
| カリー             | ジェームズ・ベスト             | 神山卓三     | 青野武     |
| ロジャー・ディール | ロバート・クライン             | 飯塚昭三     | 仲木隆司   |
| トニー             | アルフィー・ワイズ             |              |            |
| 本人               | アダム・ウェスト               | 千田光男     |            |

- テレビ朝日版：初回放送1984年5月6日『日曜洋画劇場』※BD収録

その他：肝付兼太、北村弘一、たてかべ和也、二又一成
翻訳：鈴木導
- ビデオ版

演出：千葉耕市、翻訳：大野隆一

## その他
劇中の撮影シーンで流れるBGMOld James Bonded Bourbon（ジェイムズ爺さんのバーボン）は、「アメリカ横断ウルトラクイズ」の決勝進出者が最終決戦場に向かう場面で使用された（第3回-第15回）。